# Agrilus carpini
Agrilus carpini es una especie de insecto del género Agrilus, familia Buprestidae, orden Coleoptera. Fue descrita por Knull, 1923.
Mide 4 a 10 mm. Se encuentra en Estados Unidos.